# Emilio Chironi
Emilio Chironi (Gorla Minore, 19 settembre 1888 – Milano, 13 febbraio 1954) è stato un ciclista su strada italiano, professionista dal 1910 al 1921.

## Carriera
Fu attivo nella prima metà degli anni 1910. Non ottenne alcuna vittoria di rilievo, ma solo discreti piazzamenti. Fu quinto nel Giro d'Italia del 1910, dove ottenne un terzo posto nella tappa di Firenze. Si classificò per tre volte tra i primi dieci nel campionato italiano.

## Piazzamenti

### Grandi giri
- Giro d'Italia

1910: 5º

### Classiche
- Giro di Lombardia

1909: 30º
1910: 7º
1911: 9º
1912: 12º
1913: 27º
- Milano-Sanremo

1912: 24º
1913: 14º